# Lom (geologie)

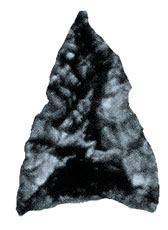
Hrot šípu z obsidiánu vzniklý opracováním za pomoci lomu

Lom je jedna z určovacích technik minerálů a hornin, kdy vlivem poškození neštěpných nerostů dochází k jeho rozpadu s typickým druhem okraje na rozpadové ploše. Lom souvisí se štěpností a to tak, že pokud je minerál neštěpný, je možné na něm pozorovat lom, v opačném případě většinou nikoliv.
Rozlišujeme:
- lasturnatý lom - je typický pro uměle vyrobená skla či obsidián
- rovný lom
- zemitý lom
- třístnatý lom